# Adrenaline Mob
Adrenaline Mob – amerykańska supergrupa wykonująca heavy metal. Powstała w 2011 roku w Nowym Jorku z inicjatywy wokalisty Russella Allena, gitarzysty Mike'a Orlando oraz perkusisty Mike'a Portnoya. Skład uzupełnili basista Paul DiLeo oraz gitarzysta Rich Ward. 9 sierpnia 2011 roku ukazał się minialbum formacji Adrenaline Mob. Materiał trafił do sprzedaży w formie digital download. W 2012 roku DiLeo i Ward opuścili skład zespołu. Funkcję nowego basisty objął John Moyer znany z występów w grupie muzycznej Disturbed.
Debiutancki album formacji Omertá ukazał się 13 marca 2012 roku w USA nakładem wytwórni muzycznej Elm City Music. W Europie nagrania ukazały się 19 marca tego samego roku nakładem firmy Century Media Records. Wydawnictwo poprzedził wydany 17 stycznia 2012 roku singiel „Undaunted”. Płyta dotarła do 70. miejsca listy Billboard 200 w Stanach Zjednoczonych sprzedając się w przeciągu tygodnia od dnia premiery w nakładzie 6600 egzemplarzy.
12 marca 2013 roku ukazał się drugi minialbum formacji Covertà. Na płycie znalazły się interpretacje utworów m.in. z repertuaru The Doors, Black Sabbath i Rainbow. W czerwcu tego samego roku zespół opuścił perkusista formacji, Mike Portnoy. Zastąpił go znany z występów w zespole Twisted Sister – A.J. Pero. W odnowionym składzie formacja zarejestrowała drugi album studyjny zatytułowany Men of Honor. Wydawnictwo ukazało się 18 lutego 2014 roku. Płyta dotarła do 99. miejsca listy Billboard 200 sprzedając się w przeciągu tygodnia od dnia premiery w nakładzie 3600 egzemplarzy. 20 marca 2015 roku perkusista grupy A. J. Pero zmarł na atak serca.

## Muzycy
| Obecny skład zespołu - Russell Allen – śpiew (od 2011) - Mike Orlando – gitara (od 2011) - Erik Leonhardt – gitara basowa (od 2014) - Jordan Cannata – perkusja (od 2016) |  | Byli członkowie zespołu - Paul DiLeo – gitara basowa (2011–2012) - John Moyer – gitara basowa (2012–2014) - Rich Ward – gitara (2011–2012) - Mike Portnoy – perkusja (2011–2013, 2015) - A.J. Pero – perkusja (2013–2015) |  | Muzycy koncertowi - Chad Szeliga – perkusja (2015) - Johnny Kelly – perkusja (2015) |

## Dyskografia
Albumy studyjne
| Omertá                     | - Data: 13 marca 2012 - Wydawca: Elm City Music/Century Media  | 70 | 36 | 58 | 84 | 46 | —  |
| Men of Honor               | - Data: 18 lutego 2014 - Wydawca: Elm City Music/Century Media | 99 | —  | —  | —  | 60 | 76 |
| „—” album nie był notowany |                                                                |    |    |    |    |    |    |

Minialbumy
| Adrenaline Mob             | - Data: 9 sierpnia 2011 - Wydawca: iTunes (digital download)   | —   | 35 |
| Covertà                    | - Data: 12 marca 2013 - Wydawca: Elm City Music/Century Media  | 173 | —  |
| Dearly Departed            | - Data: 10 lutego 2015 - Wydawca: Elm City Music/Century Media | —   | —  |
| „—” album nie był notowany |                                                                |     |    |

## Teledyski
| Tytuł         | Rok  | Reżyseria    | Album  | Źródło |
| ------------- | ---- | ------------ | ------ | ------ |
| „Undaunted”   | 2012 | —            | Omertá | [ 18 ] |
| „Indifferent” | 2012 | Scott Hansen | Omertá | [ 19 ] |